# 守口香織
守口 香織（もりぐち かおり、1981年10月2日 - ）は、岡山県出身のフリーアナウンサー。ボイスワークス所属。

## 来歴・人物
岡山県赤磐郡山陽町（現 赤磐市）出身であるが、両親は大阪府出身で愛媛県の島に祖母がいる。山陽町立山陽西小学校、山陽町立高陽中学校、岡山県立岡山城東高等学校、津田塾大学学芸部を経て、2005年RSK山陽放送へ入社。同期は今脇聡子。
2006年からは報道部での記者兼務を経て、2008年4月から2010年3月の間は、RSKで2代目の「岡山・香川地区地上デジタル放送推進大使」となる。バレーボール北京オリンピック世界最終予選大会がフジ系・TBS系の共同放送となった関係で、地元ローカルでも岡山放送（OHK）との共同PRCMが制作され、「岡山・香川地区地上デジタル放送推進大使」OHK代表でもあった魚住咲恵とCMで共演（両局のマスコットキャラも一緒に登場）。
その後RSKでは報道番組のキャスターも務めたが、2019年7月14日付でRSKを退社し上京。紹介を経てボイスワークス所属のフリーアナウンサーとなる。RSK時代にスカパー!時代からファジアーノ岡山戦中継のピッチリポートを務めていたこともあってサッカー関連の仕事から始め、会社の薦めもあってサッカー実況にチャレンジすることとなり、2021年9月20日に行われた日本女子プロサッカーリーグ（WEリーグ）ジェフユナイテッド市原・千葉レディースのホーム開幕戦・ちふれASエルフェン埼玉戦（フクダ電子アリーナ）で実況デビューした。

## 挿話
- 学生時代は吉祥寺に住んでいた[3]。
- 岡山城東高校に通っていた1998年に同高が夏の甲子園大会に出場しており、守口はチアガールの一員としてスタンドで応援していたと自身のInstagramでコメントしている。
- 退社2か月後より退社後初のレギュラー番組がスタート。サッカーキングチャンネルはYouTubeでも配信をされるため、『OKAYAMA SOUND MAGAZINE』でパートナーだった安井優子が同番組の守口出演最終回の際に述べた「かおりん（守口）はYouTuberになったりして」の予言が概ね当たった事になる。

## 現在の出演番組
テレビ
- tvkスポットニュース・tvkニュース（テレビ神奈川）2022年2月 - 3月[4]

動画配信
- 週イチ なでしこカフェ（サッカーキングチャンネル 毎週木曜12時台）2019年8月22日 - [5]
- WEリーグ中継（DAZN，実況担当）

## 過去の出演番組
特記以外は全部RSK山陽放送。
テレビ
- 都道府県対抗全日本女子柔道大会（2007年にリポート）
- 世界陸上大阪応援たすきキャラバン
- スカパー!Jリーグ中継ファジアーノ岡山 ベンチリポート担当（2009年4月 - 2015年9月）
- ユタンポ（2009年4月 - 2015年9月）
- イブニングDonDon（金曜司会）
- RSKイブニング5時（2011年4月 - 2015年9月）
- 第2回プラチナ映像アワード（2013年12月25日）
- 恋するスマホ女子部（2015年4月 - 2015年9月）
- RSKイブニングニュース（当初はスポーツキャスター。後に空白期間を経て、メインキャスター〈2015年10月 - 2018年3月〉）
- ごじまる（金曜 2019年4月 - 2019年6月）
- 山陽TVニュース（随時）

ラジオ
- ラジまる中継
- ごごラジViViッと!（2009年4月 - ?）[1]
- 朝です。全員起立!（2014年4月 - ?）[1]
- おかやまニュースの時間（金曜 2018年4月 - 2019年3月）
- 朝耳らじお（月曜 2018年4月 - 2019年6月）
- あもーれ!マッタリーノ（木曜 2018年4月 - 2019年6月）
- OKAYAMA SOUND MAGAZINE（2018年4月 - 2019年6月）
- 爆笑問題の日曜サンデー（岡山市内から生リポート 2018年12月30日）
- RSKラジオニュース（随時）